# Chevron
Chevron, cunoscută și sub numele de ChevronTexaco, este una dintre cele mai mari companii americane și unul dintre cei mai mari producători și distribuitori de produse petroliere din lume. În anul 2008, compania era prezentă în 100 de țări și avea 66.000 angajați.
Compania dispune de o capacitate de rafinare de aproximativ 2 milioane de barili de petrol pe zi.
Cifra de afaceri în 2008: 265 miliarde USD
Venit net în 2008: 23,9 milioane USD

## Istoric
Rădăcinile companiei se regăsesc în descoperirea, în 1879, a unui zăcământ de petrol în Pico Canyon, la nord de orașul Los Angeles, care a dus la formarea companiei Pacific Coast Oil Co..
Mai târziu, compania va deveni Standard Oil Co., iar mai târziu, Chevron.
Redenumirea în Chevron a fost făcută odată cu achiziția companiei Gulf Oil Corp., în anul 1984.
Fuziunea cu Gulf Oil Corp. a fost, la acel moment, cea mai mare fuziune din istoria Statelor Unite.
Pe o altă ramificație a istoriei companiei se află The Texas Fuel Company, formată în Beaumont, Texas, în anul 1901.
Aceasta a devenit, mai târziu, The Texas Company, iar pe urmă Texaco.
În anul 2001, cele două companii au fuzionat, formând ChevronTexaco.
Numele a fost schimbat în Chevron în 2005.
Achiziția companiei Unocal Corporation, în anul 2005, a întărit poziția companiei ca lider energetic, mărind resursele de gaz și petrol ale companiei în întreaga lume.

## Compania în prezent
Compania intenționează să investească 23 miliarde USD în exploatarea și producția de gaze naturale și petrol în 2008, cu trei miliarde mai mult decât în 2007.

## Controverse
În anul 2008, Ecuadorul a acuzat compania pentru depozitarea de deșeuri toxice în zonele din bazinul Amazonului.
În anul 2013, în urma Revoltei de la Pungești  compania și-a suspendat temporar activitatea în zonă. 